# Passovia lepidobotrys
Passovia lepidobotrys är en tvåhjärtbladig växtart som först beskrevs av August Heinrich Rudolf Grisebach, och fick sitt nu gällande namn av Kuijt. Passovia lepidobotrys ingår i släktet Passovia och familjen Loranthaceae. Inga underarter finns listade i Catalogue of Life.